# János Kis
János Kis (ur. 17 września 1943 w Budapeszcie) – węgierski filozof, socjolog, politolog, nauczyciel akademicki i polityk, działacz opozycji antykomunistycznej, współzałożyciel i były przewodniczący Związku Wolnych Demokratów.

## Życiorys
W 1967 ukończył studia filozoficzne na Uniwersytecie Loránda Eötvösa w Budapeszcie. Podjął pracę w instytucie filozofii Węgierskiej Akademii Nauk, jednak w 1973 został z niego zwolniony za krytykę marksizmu-leninizmu. Od tego czasu związany z opozycją, był m.in. pomysłodawcą powstania tzw. sieci wolnych inicjatyw, która skupiała słabo rozwinięte w Węgierskiej Republice Ludowej siły opozycyjne wobec systemu komunistycznego. W grudniu 1981 był jednym z założycieli nielegalnego pisma „Beszélő”, został jego redaktorem naczelnym. W 1988 znalazł się wśród założycieli Związku Wolnych Demokratów (SzDSz). W latach 1988–1989 pracował jako profesor wizytujący w The New School for Social Research w Nowym Jorku.
W lutym 1990 został wybrany na przewodniczącego SzDSz, funkcję tę sprawował do listopada 1991, gdy wycofał się z bieżącej polityki i powrócił do pracy w Węgierskiej Akademii Nauk. W 1992 został profesorem Uniwersytetu Środkowoeuropejskiego w Budapeszcie, a w 1996 profesorem wizytującym na Uniwersytecie Nowojorskim.
Jest autorem licznych publikacji z dziedziny socjologii, filozofii i nauk politycznych, a także tłumaczem (m.in. Jean-Jacques’a Rousseau, Voltaire’a i Immanuela Kanta). Jako publicysta zabierał publicznie głos w kontrowersyjnych kwestiach, m.in. wojny w Iraku.

## Publikacje
- Towards an East European Marxism (współautor György Bence, pod pseudonimem „Marc Rakovski”), Allison and Busby, Londyn 1978.
- A szovjet típusú társadalom marxista szemmel (współautor György Bence, pod pseudonimem „Marc Rakovski”)), Magyar Füzetek Könyvei, Paryż 1983.
- Vannak-e emberi jogaink?, AB Független Kiadó, Budapeszt 1985.
- L’Égale Dignité: essai sur les fondements des droits de l’homme, Seuil, Paryż 1989.
- Politics in Hungary. For a Democratic Alternative, Atlantic Research and Publications, Nowy Jork 1989.
- Węgry 1956–57. Czas odbudowy systemu, NOWA, Warszawa 1989.
- Az állam semlegessége), Atlantisz, Budapeszt 1997.
- A politika mint erkölcsi probléma, Irodalom Kft, Budapeszt 2004.